# VG (gas nervino)
Il VG è un agente nervino appartenente alla serie V. Fu descritto originariamente dai chimici Ranajit Ghosh e J.F. Newman che studiarono gli insetticidi organofosforici per l'Imperial Chemical Industries. Il VG fu posto in commercio nel 1954 con il nome Amiton ma venne successivamente ritirato in quanto troppo tossico. L'esercito britannico si interessò al possibile utilizzo della sostanza come arma chimica sviluppando altri composti correlati.
La sua tossicità è circa 1/10 del VX, l'agente nervino maggiormente tossico, ed è simile a quella del Sarin.